# アルバロ・アギーレ
アルバロ・アギーレ・アレバロ（Álvaro Aguirre Arévalo、2000年2月3日 - ）は、スペイン・マドリード出身のサッカー選手。ラージョ・バジェカーノB所属。ポジションはFW。

## クラブ経歴
2022年2月2日、ラ・リーガのアトレティコ・マドリード戦にて、ラージョ・バジェカーノでのトップチームデビューを果たした。